# 胡晓华
胡晓华（1949年5月—），男，汉族，安徽泾县人，中华人民共和国政治人物，曾任辽宁省人民政府副省长，辽宁省政协副主席。